# Ин-Грид
Ингрид Альберини (итал. Ingrid Alberini; род. 11 сентября 1978[…], Гвасталла, Эмилия-Романья), более известна как Ин-Грид, итал. In-Grid — итальянская певица, композитор, аранжировщица. За время карьеры достигла международного успеха в странах Европы и Центральной Азии. Принимала участие в Международном музыкальном фестивале Discovery в Варне.
В 2003 году по итогам хит-парада «Звуковая дорожка» заняла 3-е место в списке самых популярных иностранных артистов в России и СНГ после Мадонны и Робби Уильямса.

## Биография

### Детство и начало творческого пути
Ингрид Альберини родилась в северной Италии. Родители Ин-Грид назвали её в честь шведской киноактрисы Ингрид Бергман, любимой актрисы отца будущей певицы. Они владели кинотеатром в городе Гвастала недалеко от Пармы, в регионе Эмилия-Романья (отсюда ошибочное использование второго имени Эмилиана, приписываемого Ин-Грид, — так называют всех уроженок региона) — колыбели классической и современной итальянской музыки.
Детство Ин-Грид прошло в просмотрах многочисленных фильмов, которые, как она сама считает, стали решающим фактором для принятия решения стать певицей. Она увлекалась живописью, актёрской игрой и пением и очень скоро обнаружила, что музыка является наиболее сильной формой самовыражения. Ин-Грид с детства привыкла к славе: уже в школьные годы певица неплохо играла на гитаре, и ей часто приходилось раздавать автографы. Она пела у себя на родине в течение более чем десяти лет. Сочетание её уникального голоса с невероятной способностью максимально вовлекать публику в шоу привлекло к ней внимание музыкальных продюсеров.

### Карьера
В 1994 году Ин-Грид победила в региональном конкурсе «Голос Сан-Ремо». После победы в конкурсе певицу стали приглашать в качестве гостьи на различные мероприятия и встречи — в Монте-Карло для пилотов Ferrari, в Токио для фирмы Discografica Avex и другие. Музыкальные продюсеры Ларри Пиньяньоли и Марко Сончини предложили певице сотрудничество. Ин-Грид записала сингл Tu Es Foutu, занявший верхние строчки многих европейских и российских хит-парадов. Таким же успешным получился дебютный альбом певицы Rendéz-Vous, куда вошли такие песни как In-Tango, Shock и Ah l’amour l’amour. Альбом имеет множество музыкальных сертификаций, в том числе пять платиновых в России.
В 2009 году в качестве специального гостя выступила на конкурсе «Новая волна», проходившем в концертном зале «Дзинтари» в Юрмале. Кроме Ин-Грид хэдлайнерами конкурса были Roxette, Алла Пугачёва, Эрос Рамаццотти, Лиза Стэнсфилд, Дмитрий Хворостовский, Лайма Вайкуле и другие. Также певица являлась членом жюри конкурса. В этом же году приняла участие в Международном фестивале песни в Сопоте.
В 2012 году певица выпустила трек La Trompette, который является кавер-версией шлягера «Наш сосед» Эдиты Пьехи. Сингл был выпущен в двух версиях — диджея Gary Caos и диджея Rico Bernasconi.
В 2014 году приняла участие в Международном музыкальном фестивале «Белые ночи Санкт-Петербурга».
В 2018 году выступила на Международном музыкальном фестивале «Жара» в Баку.
В 2019 году стала гостем фестиваля «Славянский базар» в Витебске.

### Образование
Певица имеет степень доктора философии, владеет итальянским, французским, английским, немецким и русским языками.

## Дискография
- Rendéz-Vous (2003)
- La Vie En Rose (2004)
- Voilà! (2005)
- Passion (2009)
- Lounge Musique (2010)